# Sarah Hardcastle
Sarah Hardcastle, née le 9 avril 1969 à Chelmsford (Royaume-Uni), est une nageuse britannique.

## Palmarès

### Jeux olympiques
- Los Angeles 1984
  -  Médaille d'argent en 400 m nage libre.
  -  Médaille de bronze en 800 m nage libre[1].

### Championnats du monde grand bassin
- Championnats du monde 1986
  -  Médaille de bronze en 400 m nage libre.

### Championnats du monde petit bassin
- Championnats du monde 1995
  -  Médaille d'or en 800 m nage libre.
  -  Médaille de bronze en 400 m nage libre.

### Championnats d'Europe
- Championnats d'Europe 1983
  -  Médaille de bronze en 800 m nage libre
- Championnats d'Europe 1985
  -  Médaille d'argent en 800 m nage libre
- Championnats d'Europe 1993
  -  Médaille de bronze en 4 × 200 m nage libre